# 11895 Dehant
11895 Dehant è un asteroide della fascia principale. Scoperto nel 1991, presenta un'orbita caratterizzata da un semiasse maggiore pari a 2,3583404 UA e da un'eccentricità di 0,0937830, inclinata di 6,88211° rispetto all'eclittica. È dedicato all'astronoma belga Véronique Dehant.